# Néstor Dipaola
Néstor Dipaola (Tandil, Buenos Aires, 13 de marzo de 1951) es un periodista y escritor argentino.

## Trayectoria
Es profesor en Ciencias de la Educación graduado en la Universidad Nacional del Centro de la Provincia de Buenos Aires y desde enero de 1976 ejerce la docencia en esa institución.
Entre 1984 y 1991 estuvo al frente del Departamento de Publicaciones de la Universidad Nacional del Centro de la Provincia de Buenos Aires. Entre 1991 y 1995 fue Inspector Titular de Educación Superior de la Provincia de Buenos Aires (1991-1995), esta experiencia lo llevó a escribir un libro denominado "¿Para qué sirven los inspectores?"
Su primer trabajo como periodista fue la publicación de un semanario deportivo de su propiedad denominado "Sport Tandil". Es director periodístico del periódico La Gazeta de la Unicén desde el año 1995. 
Colabora como coeditor en el suplemento La Vidriera del Diario El Eco de Tandil. En mayo de 1999 presidió la Comisión Organizadora del Primer Simposio sobre Periodismo Cultural y Social del Mercosur, organizado por la Universidad Nacional del Centro de la Provincia de Buenos Aires y el Centro Cultural Chapaleofú
Desde 1981 es Miembro de Número de la Junta de Estudios Históricos de Tandil.
En 1983 fue candidato a concejal por el Partido Intransigente. Desilusionado de esta actividad optó por militar en distintos movimientos culturales y sociales. Actualmente es integrante de P.A.R. (Periodistas de Argentina en Red por una Comunicación No Sexista).
Es autor de La Ciudad de las Sierras, reseña histórica del Tandil, una serie de libros sobre historia regional que ya tiene seis ediciones, donde se narran los orígenes de las instituciones, la inmigración y otros datos de interés.

## Obras
- El Magisterio en Debate. Unicornio. 1991.
- ¿Cómo que la utopía no es posible?. Producciones periódisticas y editoriales del Tandil. 1994.
- ¿Para qué sirven los inspectores?. Del Chapaleofú. 2001.
- Diario El Eco de Tandil, ed. (1994). Tandil entre la Historia y el Futuro. Unicornio Libros. OCLC 31435616.
- Polvaredas y emociones. 70 años de automovilismo en Tandil: 1924-1994. 1995.
- La ciudad de las sierras: Reseña histórica del Tandil. Del Chapaleofú. 1998. ISBN 9879592522.
- Último Tango en el Sur. Una historia del 2 x 4 en Tandil y la región. Universidad Nacional de Centro de la Provincia de Buenos Aires. 2001. ISBN 9506581088.
- No te olvidés del pago. Del Chapaleofú. 2004. ISBN 950-852-073-6.
- Guía Histórica y Paisajística del Tandil. Del Chapaleofú. 2007.
- 100 AÑOS. Club y Biblioteca Ramón Santamarina de Tandil. 2013.

## Reconocimientos
- Premio Caduceo del Consejo Profesional de Ciencias Económicas al "Mejor periodista del rubro Educación y Cultura de la  provincia de Buenos Aires", Buenos Aires, 1992.[6]
- Premio Leonardo da Vinci del Círculo de Arte de Tandil, rubro "Letras", Buenos Aires, 1996.[7]
- Homenaje de la organización Feria del Libro de Tandil, Buenos Aires, 2017.[8]